# Orectochilus zeravschanicus
Orectochilus zeravschanicus is een keversoort uit de familie van schrijvertjes (Gyrinidae). De wetenschappelijke naam van de soort is voor het eerst geldig gepubliceerd in 1893 door Glasunow.